# Glochidion websteri
Glochidion websteri là một loài thực vật có hoa trong họ Diệp hạ châu. Loài này được Fosberg mô tả khoa học đầu tiên năm 1991.